# Gontier de Soignies
Gontier de Soignies (? - ?) là một trouvère và nhà soạn nhạc thời kỳ Trung Cổ. Thời gian hoạt động của ông là từ khoảng 1180 đến 1220.

## Cuộc đời
Gontier đến từ vùng Soignies thuộc hạt Hainaut. Hạt Hainaut sau đó là một bang của Đế quốc La Mã Thần thánh. Cuộc đời của Gontier gần như không được biết đến, mặc dù trong các tác phẩm của mình ông ám chỉ mình đã chu du trong Pháp và Bourgogne cũng như nằm dưới sự bảo hộ của Otto I, Bá tước Bourgogne.
Một trong những tác phẩm của ông được nhắc đến trong Le Roman de la rose ou de Guillaume de Dole của Jean Renart.

## Tác phẩm
34 bản tình ca đã được cho là của Gontier. Tất cả đều được lưu trữ trong một vai bản ghi chép. Mặc dù vậy, chỉ có 27 tác phẩm được xác định là của ông một cách tổng quát. Thơ của ông là phong cách lớn của grand chant

### Các bài hát chính[3][4]
- A la joie des oiseaus
- L'an ke li dous chans retentist
- Au tens gent que raverdoie
- Biau m'est quant voi verdir les chans
- Douce amours, ki m'atalente
- Doulerousement comence
- Merci, amors, ore ai mestier
- El mois d'esté que li tens rassoage
- Quant oi el bruel
- Quant oi tentir et bas et haut
- Quant li tens torne a verdure
- Se li oisiel baisent lor chans
- Li tans noveaus et la douçors
- Tant ai mon chant entrelaissié
- Chanter m'estuet de recomens